# Sergey Mixaylov
Sergey Mixaylov, född 5 mars 1976, är en uzbekistansk boxare som tog OS-brons i lätt tungviktsboxning 2000 i Sydney. 